# Calcodonte
Calcodonte (en griego antiguo: Χαλκώδων), fue, según la mitología griega, un héroe de Eubea, hijo de Abante, el epónimo de los abantes y padre del héroe Elefénor, que participó en la guerra de Troya. Su esposa es citada con diferentes nombres, como Melanipa o Alcíone.
Calcodonte y Telamón ayudaron a Heracles en su campaña contra Élide. Fue muerto por Anfitrión durante una expedición de los tebanos contra los eubeos  a fin de liberarse de un antiguo tributo que les habían impuesto. Su tumba se mostraba cerca de la ciudad de Calcis. Calcodonte, además de Elefénor, tenía una hija, Calcíope, que se casó con Egeo en segundas nupcias.